# Lykophron II. von Pherai
Lykophron II. (altgriechisch Λυκόφρων Lykóphrōn; † nach 352 v. Chr.), Sohn des Jason von Pherai, war von 355 bis 352 v. Chr. ein Tyrann von Pherai in Thessalien.
Lykophron war einer der drei Söhne des Tyrannen Jason von Pherai, seine Brüder waren Tisiphonos und Peitholaos. Im Jahr 358 v. Chr. unterstützten die Brüder ihre Schwester Thebe bei der Ermordung von deren Gemahl und Cousin Alexandros, worauf Tisiphonos als ältester die Tyrannis in Pherai übernahm. Tisiphonos starb im Jahr 355 v. Chr. oder kurz danach, und Lykophron und Peitholaos traten gemeinsam dessen Nachfolge an. Beide Brüder wurden von Aristoteles als äußerst korrupt beschrieben.
Um die von Alexandros verloren gegangene Herrschaft über Thessalien zurückzugewinnen und um gegen Philipp II. von Makedonien bestehen zu können, gingen die Brüder ein Bündnis mit den Phokern ein. Weil diese aber im gerade ausgebrochenen Dritten Heiligen Krieg das Heiligtum von Delphi angriffen und deswegen zu Gotteslästerern erklärt wurden, verspielten die Tyrannen damit unter den Thessalern ihre letzten Sympathien. Im Jahr 353 v. Chr. kehrte Philipp II. von Makedonien nach Thessalien zurück, um Lykophron zu bekämpfen und siegte dabei über ein 7.000 Mann starkes Heer der Phoker, das den Tyrannen zu Hilfe kam. Daraufhin zog der militärische Führer der Phoker, Onomachos, persönlich mit einem Heer nach Thessalien und schlug die Makedonen nach zwei siegreichen Schlachten aus Thessalien zurück. Weil er aber gleich darauf wieder nach Böotien abzog, konnte Philipp II. im folgenden Jahr nach Thessalien zurückkehren. Erneut kam es zwischen Phokern und Makedonen zum Kampf, in dem die Makedonen in der entscheidenden Schlacht auf dem Krokusfeld (352 v. Chr.) einen vollständigen Sieg errangen.
Die Niederlage ihres einzigen Verbündeten setzte der Tyrannis in Pherai ein Ende. Lykophron und Peitholaos gaben ihre Herrschaft auf und übergaben die Stadt an Philipp II., womit die Herrschaft Makedoniens über Thessalien endgültig etabliert wurde. Mit 2.000 Söldnern setzten sich die Brüder darauf nach Phokis ab. Die Ehe Philipps II. mit Nikesipolis, die der Tyrannenfamilie angehört haben dürfte, fiel vermutlich in jenen Zeitraum, als Teil der Kapitulationsvereinbarung mit den Tyrannenbrüdern. Noch im selben Jahr zogen sie mit 150 thessalischen Reitern im Phokerheer auf den Peloponnes, um dem von den Spartanern bedrängten Megalopolis beizustehen.
Das Todesjahr von Lykophron II. und Peitholaos ist unbekannt. Beide hatten als Alliierte Athens im Dritten Heiligen Krieg das attische Bürgerrecht verliehen bekommen, doch wurde es zumindest Peitholaos nach einem Urteil der Ekklesia wieder aberkannt.